# Хамболт (Тенеси)
Хамболт (енгл. Humboldt) град је у америчкој савезној држави Тенеси.

## Демографија
По попису из 2010. године број становника је 8.452, што је 1.015 (-10,7%) становника мање него 2000. године.
| Група             | 2000.         | 2010.         |
| Белци             | 5.184 (54,8%) | 4.057 (48,0%) |
| Афроамериканци    | 4.071 (43,0%) | 4.045 (47,9%) |
| Азијати           | 6 (0,1%)      | 13 (0,2%)     |
| Хиспаноамериканци | 148 (1,6%)    | 264 (3,1%)    |
| Укупно            | 9.467         | 8.452         |